# Eric Swann
Eric Jerrod Swann (Sanford, 16 agosto 1970) è un ex giocatore di football americano statunitense che ha militato nel ruolo di defensive tackle nella National Football League (NFL).

## Carriera semi-professionistica
Swann avrebbe dovuto iscriversi alla North Carolina State University, ma era accademicamente ineleggibile. Piuttosto di tentare di raggiungere i voti minimi, Swann si iscrisse invece al Wake Technical Community College. Nel 1990, lasciò Wake Technical per unirsi alla squadra semi-professionistica dei Bay State Titans a Lynn, Massachusetts, con un salario di 5 dollari all'ora.

## Carriera professionistica
Lyght fu scelto come quinto assoluto nel Draft NFL 1991 dai Phoenix Cardinals, firmando un contratto quinquennale. Nel 1995 fu convocato per il suo primo Pro Bowl dopo avere fatto registrare un record in carriera di 8,5 sack, selezione avvenuta anche l'anno successivo. Nel 1998 rifirmò coi Cardinals un contratto quinquennale del valore di 25 milioni di dollari, inclusi 7,5 milioni di bonus alla firma, allora il più ricco contratto della storia della franchigia. Fu svincolato nel luglio del 2000, disputando l'ultima stagione della carriera ai Carolina Panthers giocando accanto a Reggie White.

## Palmarès
- Convocazioni al Pro Bowl: 2

1995, 1996
- First-team All-Pro: 1

1995
- Second-team All-Pro: 1

1996

## Statistiche
| Sack       | 46,5 |
| Intercetti | 2    |